# Burco
Burco eller Burao er hovedbyen i Togdheer-provinsen i Somaliland, en selvudnævnt republik som internationalt er anerkendt som en autonom region i Somalia. Byen er den næststørste i Somaliland efter Hargeysa.

9°31′N 45°32′Ø / 9.517°N 45.533°Ø